# 盖村
盖村（法語：Gaye，法語發音：[ɡɛ]）是法国马恩省的一个市镇，属于埃佩尔奈区。

## 地理
盖村（48°40'59"N, 3°48'9"E）面积21.13 平方千米，位于法国大東部大區马恩省，该省份为法国东北部内陆省份，北起阿登省，西北接埃纳省，西南接塞纳-马恩省，南至奥布省，东南接上马恩省，东临默兹省。
与盖村接壤的市镇（或旧市镇、城区）包括：兰泰勒、拉沙佩勒拉松、希谢、马里尼、普勒尔、克德、圣雷米苏布鲁瓦。

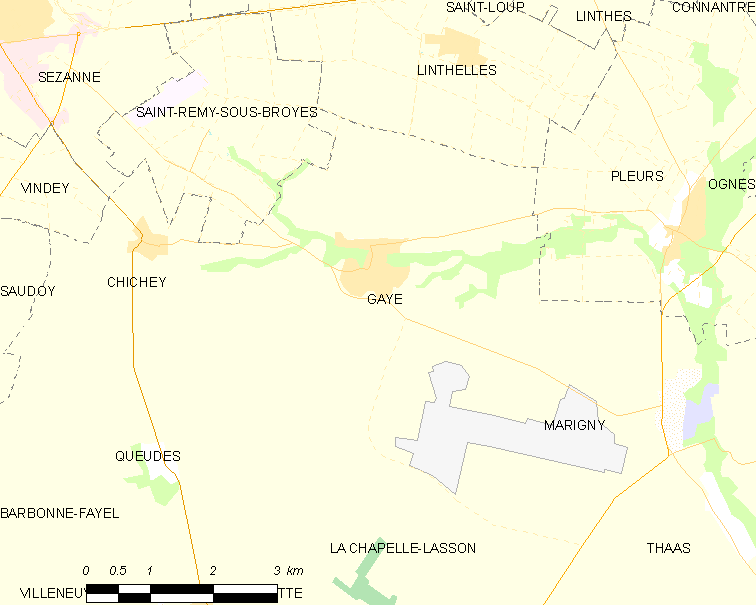
盖村的OSM定位图

盖村的时区为UTC+01:00、UTC+02:00（夏令时）。

## 行政
盖村的邮政编码为51120，INSEE市镇编码为51265。

## 政治
盖村所属的省级选区为塞扎讷-布里-香槟县。

## 人口

1962-2008年间盖村人口变化图示

盖村于2022年1月1日时的人口数量为581人。